# برناديساوات
برناديساوات (الاسم العلمي: Barnadesioideae) هي أسرة نباتية تتبع فصيلة النجمية من رتبة النجميات، ومن العائلة الفرعية لـكاسيات البذور تتواجد في أمريكا الجنوبية.